# Yingshan (Huanggang)
Yingshan (chiń. upr. 英山县; chiń. trad. 英山縣; pinyin Yīngshān Xiàn) – powiat w północno-wschodniej części prefektury miejskiej Huanggang w prowincji Hubei w Chińskiej Republice Ludowej. Według danych z 2010 roku, liczba mieszkańców powiatu wynosiła 357296.